# Riven
Riven (ou Riven, la suite de Myst en version longue, Riven: the sequel to Myst en version originale) est un jeu vidéo d'aventure de point & click à la première personne sorti le 29 octobre 1997 sur Macintosh et PC, développé par Cyan Worlds, Inc. et publié par Ubisoft. Par la suite, il a connu des portages sur PlayStation (1997-1998), Saturn (1998), Pocket PC (2005) et iOS (2010) et est édité par Red Orb Entertainment, Acclaim Entertainment, Sega ou Mean Hamster Software. Il s'agit de la suite du célèbre jeu vidéo Myst créé par Rand et Robyn Miller.
L'histoire de Riven prend place directement après les évènements de Myst. Atrus, le personnage central de la série, demande de l'aide à l’Étranger, le mystérieux personnage incarné par le joueur, pour libérer Catherine, sa femme, des mains de Gehn, son père rendu fou par l'avidité et le pouvoir. Atrus envoie donc l’Étranger dans le monde de Riven, un des multiples « Âges » créés par la civilisation D'ni. Comme pour son prédécesseur, le jeu comporte plusieurs fins en fonction des choix et des actes du joueur, mais contrairement à Myst, où l'aventure se déroulait dans plusieurs âges, Riven se déroule presque totalement dans le même monde.
Le développement de Riven a commencé peu de temps après le succès de Myst et a duré plus de trois ans et a bénéficié d'un budget de plus de trois millions d'euros, un montant très important pour l'époque. À sa sortie, il a été salué par la critique qui salue les graphismes et le potentiel d'immersion du jeu, mais est un peu plus critiqué par les joueurs qui lui reprochent un niveau de difficulté trop élevé. Cependant, le jeu connaîtra un très grand succès, se vendant à 1,5 million d'exemplaires la première année, ce qui en fait le jeu le plus vendu en 1997. Après la sortie du jeu, Robyn Miller quitte Cyan et laisse Rand, son frère, superviser la série Myst.
À l'origine, Riven a été distribué sur cinq CD, puis a été disponible sur un seul DVD dès 1998, avec, en guise de bonus, une vidéo making of de quatorze minutes. Comme dans le premier volet, le déplacement s'effectue à la souris, dans un environnement en 3D précalculée. Cependant, l'insertion de transitions entre les écrans fluidifient la progression dans le jeu et les nombreuses animations ont nettement amélioré le réalisme, permettant ainsi au joueur de se plonger plus facilement dans l'univers du jeu.

## Trame

### Intrigue
Riven s'inscrit dans l'univers introduit par Myst, qui repose sur l’existence d'une multitude de mondes parallèles (les « Âges ») créés par les D'ni, une très ancienne civilisation qui a élu domicile sur Terre dans une immense caverne situé sous un désert du Nouveau-Mexique. En plus d'être la suite directe de Myst, Riven s'inscrit aussi dans la droite ligne de Myst : le livre d'Atrus, le premier roman adapté des jeux.
Le jeu commence exactement là où s'est arrêté Myst, à K'veer, un quartier de la cité D'ni, où Atrus est prisonnier. Il demande de l'aide à l’Étranger, le personnage incarné par le joueur, pour sauver Catherine, sa femme, retenue prisonnière sur l'Âge de Riven par Gehn, le père d'Atrus devenu fou. L'Âge de Riven a été « écrit » par Gehn, qui s'est autoproclamé dieu de ce monde, et souffre d'instabilité : des pans entiers des îles s'effondrent et des brèches dans l'espace-temps apparaissent. Atrus charge l’Étranger d'aller sur Riven pour libérer Catherine, mais aussi pour empêcher Gehn de s'échapper : pour cela, il lui donne un « livre prison », c'est-à-dire un livre qui à l'apparence d'un livre de liaison, livres utilisés par les D'ni pour voyager d'un Âge à l'autre, mais qui mène à un « Âge prison » dont on ne peut s'échapper.

### Les Âges
Contrairement à Myst, où le joueur était amené à parcourir de nombreux mondes différents, l'action de Riven se déroule presque uniquement dans le même Âge, Riven, composé cependant de cinq îles différentes reliées physiquement entre elles par des ponts et des sortes de téléphériques mécaniques. Le jeu repose principalement sur l'exploration de Riven, nécessaire pour comprendre le fonctionnement de l'Âge. Cependant, comme dans tous les opus de la série Myst, le joueur trouvera des livres de liaison qui le mèneront vers d'autres Âges ou vers les autres îles de Riven.
Le jeu comprend les Âges suivants :
- Riven (ou Le Cinquième Âge de Gehn) où se déroule la plus grande partie de l'aventure est composé de cinq îles reliées entre elles par quelques ponts et divers véhicules peu conventionnels. Sur chaque île, on trouve un dôme qui contient un livre de liaison vers le Deux Cent Trente-Troisième Âge de Gehn. Les différentes îles de Riven sont :
  - L'île du Temple (Temple Island) est le lieu où l'aventure commence et se termine. L'île est en fait formée de deux îles plus petites reliées par des ponts. On y trouve beaucoup de symboles de Riven, comme la salle pivotante, le temple, ou l'énorme dôme doré qui abrite le générateur qui alimente les livres de liaisons vers l' Âge 233.
  - L'île du Village (Jungle Island) contient plusieurs lieux variés dont le seul village de Riven. Des liaisons en téléphérique existent vers l'île du Temple et l'île des Cartes, ainsi qu'une liaison en chariot vers l'île du Cratère. C'est aussi la seule et unique île à partir de laquelle on peut rejoindre l'Âge rebelle des Moiety, Tay.
  - L'île du Cratère (Crater Island) est un grand cratère rempli d'eau. On y trouve de nombreux équipements mécaniques rouillés sur le bord du lac, ce qui laisse penser que c'est le lieu où Gehn a effectué ses expériences, car c'est aussi ici que se trouve son laboratoire. Un téléphérique permet de rejoindre l'île des Cartes et un pont rejoint l'île du Temple.
  - L'île des Cartes (Plateau Island) est relativement désertique et riche en énigmes et mécanismes divers. Elle abrite une énorme carte en relief de Riven et une autre plus détaillée. Deux téléphériques permettent de relier les îles du Village et du Cratère.
  - L'île de la Prison (Prison Island) également connue sous le nom d’île de Catherine (Catherine's Island) est un tronc d'arbre géant où Gehn retient Catherine prisonnière. On ne peut y accéder que par le livre de liaison présent dans le quartier général de Gehn.
- L'Âge 233 est à la fois la maison et le quartier général de Gehn. C'est une petite tour installée au sommet d'un massif de montagnes érodées. Les alentours, dépourvus de toute forme de vie, semblent désolés et inhospitaliers ; le ciel ne comporte que des nuances de rouge et de jaune. Cependant, le joueur ne peut pas s'aventurer hors de la maison de Gehn et doit se contenter d'observer l'Âge par les fenêtres. Il contient des objets précieux et des indices indispensables pour terminer le jeu.
- Tay, l'Âge rebelle des Moiety n'est accessible que par un passage secret sur l'Île du Village. Comme pour l'île de la Prison ou l'Âge 233, on ne peut explorer qu'une zone très réduite. Cet Âge, composé de la forteresse rebelle placée au centre d'un lac lui-même entouré de falaises, est représenté sur la boîte du jeu.
- D'ni, où le jeu démarre, l'âge de départ. Le joueur ne peut pas interagir ici et ne fait qu'assister à une cinématique pour introduire l'intrigue.

### Le nom de l'Âge de Riven
Il s'agit du cinquième Âge écrit par Gehn. Comme tous les Âges du père d'Atrus, Riven est instable et condamné à la destruction. Gehn le désigne froidement et simplement comme Le Cinquième Âge. En anglais, Riven signifie violemment divisé, déchiré, ce qui évoque la morphologie de cet Âge composé de cinq îles distinctes.
Le mot Riven a une particularité : il est étroitement lié au chiffre 5. Le nom du jeu, sorti sur cinq CD, contient cinq lettres avec le « V » mis en avant sur les boîtes du jeu, rappelant le chiffre romain V (cinq). Le titre complet du jeu, Riven : la suite de Myst (Riven: the sequel to Myst) comporte également cinq mots. Dans le jeu, Riven est composé de cinq îles et ce chiffre fait référence aussi à différents symboles ou architectures.

### Allusions à la culture D'ni
Riven insiste beaucoup plus sur la culture et le langage D'ni que Myst. Le langage D'ni a été utilisé pour la première fois dans ce jeu, à la fois dans ses formes écrite et orale. Le système de dénombrement quinquévigésimal est également introduit dans le jeu et le joueur doit apprendre à le connaître et à l'utiliser pour terminer le jeu. Il y a également un système décrivant les couleurs que doit apprendre le joueur pour résoudre une énigme.

## La place de Riven dans l'univers deMyst
Une grande partie du roman Myst, Le livre d'Atrus se déroule sur Riven.
Le livre descriptif de Riven apparaît à l'Âge de Tomahna, au début de Myst III: Exile, mais le livre n'est pas fonctionnel, confirmant que Riven a été complètement détruit pour cause d'instabilité après les évènements du jeu. Le livre est marqué du chiffre D'ni Cinq (c'est la première fois que la couverture du livre est vue clairement car Atrus écrit encore dans le livre pendant les jeux Myst et Riven).
Certains objets et images présents dans Riven (plus particulièrement la dague Moiety et le télescope) réapparaissent à certains endroits dans realMyst, Uru: Ages Beyond Myst et Myst V. Dans Myst IV, on retrouve également sur les plinthes d'une chambre les divers symboles d'animaux qu'on trouve dans Riven.
Il est encore question de Tay (l'Âge rebelle) à la fin de Myst IV: Revelation, quand Atrus nous apprend que Catherine y a amené Yeesha pour qu'elle soit en sécurité à la suite des événements de Myst IV: Revelation.
On retrouve également dans Riven la fameuse crevasse qui apparaît dans l'introduction du tout premier Myst et dans laquelle Atrus s'est laissé tomber avec le livre de Myst à la fin du livre d'Atrus.

## Système de jeu
Riven reprend le même gameplay que Myst : un jeu d'aventure en point & click et à la première personne dans lequel le joueur sera amené à résoudre de nombreuses énigmes et à comprendre l'univers dans lequel il est émergé. L'exploration prend une place importante dans le jeu et le joueur sera amené à parcourir de nombreux environnements différents. Le déplacement s'effectue à l'aide de la souris, en cliquant à l'endroit on l'on souhaite aller. Les énigmes de Riven ont un niveau de difficulté bien plus élevé que celui de Myst et le jeu est considéré par les joueurs comme l'opus le plus difficile de la saga.
Si le jeu est composé d'écrans fixes comme dans Myst, Riven possède des cinématiques intégrées et des transitions entre les écrans, ce qui fluidifie grandement la progression dans le jeu. Le jeu possède également un mode « zip » qui permet au joueur de se déplacer plus vite dans les lieux déjà visités.

## Développement
Le développement de Riven a commencé en 1993, après la sortie (et le succès) de Myst, avec une équipe beaucoup plus importante. Le développement du jeu a duré plus de trois ans.
Les frères Miller, concepteurs de Myst, voulaient créer un jeu dans la continuité de Myst tout en proposant quelque chose de nouveau qui puisse être apprécié par les joueurs qui n'auraient pas connu le premier jeu. À ce propos, Robyn Miller déclara dans un entretien au magazine Pix'n Love que « les suites ne peuvent s'empêcher de subir la comparaison avec la source fondatrice qui est souvent la plus riche. Nous étions conscient de ce danger avec Riven. Nous voulions conclure l'histoire sans que celle-ci n'évoque trop Myst. [...] Même si Riven reste graphiquement plus abouti que Myst, que son contenu demeure plus consistant et son univers plus crédible, il lui manque forcément cette sensation de découverte. » La première étape de la conception du jeu a été de créer les énigmes pour pouvoir les intégrer de la façon la plus harmonieuse possible au jeu. Durant les premiers stades de développement, le jeu a porté les noms de Equiquay et Chrysalis.
Si l'univers de Myst possède une toile de fond extrêmement développée, tous les éléments qui apparaissent dans Riven n'ont pas fait l'objet d'une réflexion poussée. Robyn Miller expliquera que par exemple « quand vous vous baladez dans le village de Riven et que votre regard croise un objet totémique, il est naturel pour le joueur de penser que nous, développeurs, avons créé une religion de A à Z et que le totem fait logiquement partie des artéfacts en rapport avec cette même religion. En réalité, nous avons seulement balancé ici et là quelques objets à connotation spirituelle, puis nous avons appelé ça une religion... ».
Un grand nombre des textures présentes dans le jeu proviennent de photographies prises par l'équipe de développement lors d'un voyage à Santa Fe ce qui donne un aspect moins lisse aux graphismes, comme on pouvait le voir dans Myst.
Le jeu comprend également un grand nombre d'acteurs qui ont joué sur fond bleu pour les cinématiques.

## Accueil
Après le succès de Myst, Riven était très attendu, d'autant que son développement a duré plusieurs années. À sa sortie il a connu lui aussi un grand succès avec plus d'un million et demi d'exemplaires vendus l'année de sa sortie, ce qui en fait le jeu le plus vendu de l'année 1997 alors qu'il n'était sur le marché que depuis moins de trois mois. Quatre ans plus tard, quatre millions et demi d'unités ont été vendues.
Dans l'ensemble, le jeu a été très bien accueilli par la critique qui salue la qualité des graphismes et du scénario. Le site GameRankings lui donne le score de 84 % basé sur sept critiques et Metacritic de 83 % basé sur douze critiques. Le site Adventure Gamers lui donne la note de 4,5/5, Game Revolution lui donne un A, GameSpot donne une note de 7,8/10 à la version PC, de 9/10 à la version iOs, de 8/10 à la version Saturn et de seulement 5,5/10 à la version PlayStation,. Le site AllGame donne, lui, une note plus mitigée de 3,5/5. En France, le site Jeuxvideo.com donne la note de 19/20 aux versions Mac et PC. Cependant, quelques magazines américains, comme Computer Gaming World et GameBord, reprochent au titre d'être trop semblable à Myst. Pour le magazine Pix'n Love, Riven est « un jeu unique », « une suite aussi ambitieuse que son modèle » avec « un univers extrêmement développé », une « véritable identité visuelle » ainsi qu'un « excellent travail sur le plan sonore ».
L'accueil du grand public est cependant plus mitigé que pour Myst, une grande partie des joueurs ayant abandonné le jeu sans le finir en raison de sa trop grande difficulté (alors que l'équipe de développement avait développé le jeu comme « une promenade de santé » d'après Robyn Miller). Riven reste tout de même considéré comme un classique du jeu vidéo.

## Musique et bande originale
Comme pour Myst, la musique du jeu a été réalisée par Robyn Miller. La bande originale a été éditée par Virgin Records sous le nom de Riven: The Soundtrack le 24 février 1998 et comporte 54 minutes de musique. Persuadé que la musique peut nuire au gameplay, Robyn Miller a tenu à réaliser les musiques les plus immersives possibles pour créer une ambiance à la fois « étrange et familière ».
| 1.  | Link                   | 0:10 |
| 2.  | Atrus' theme           | 4:06 |
| 3.  | Gateroom               | 3:45 |
| 4.  | Jungle totem           | 2:41 |
| 5.  | Survey Island theme    | 2:13 |
| 6.  | Temple                 | 2:43 |
| 7.  | Village entrance theme | 2:33 |
| 8.  | Moeity caves           | 2:53 |
| 9.  | Moeity theme           | 2:13 |
| 10. | Boat ride              | 3:25 |
| 11. | Moeity prison          | 1:47 |
| 12. | The red cave           | 1:54 |
| 13. | Wahrk room             | 2:24 |
| 14. | Catherine's prelude    | 1:59 |
| 15. | Catherine's theme      | 1:05 |
| 16. | Catherine's freedom    | 1:58 |
| 17. | Gehn speaks            | 4:23 |
| 18. | Gehn's theme           | 4:00 |
| 19. | Fissure                | 5:31 |
| 20. | Bonus track            | 2:17 |

## Postérité
Le 2 août 2006, Robyn Miller a annoncé sur son blog la publication d'un clip sur une piste de la bande originale de Riven (Catherine's Freedom), intitulé Persistent Disparate Interchange. Il s'agit d'un montage d'anciens documentaires, réalisé par Justin et Wesley Norman.
Depuis quelques années, une équipe de fans de Myst basée aux États-Unis travaille sur le remake de Riven. Ce projet, soutenu par Cyan Worlds, se nomme The Starry Expanse Project.
Dans une lettre ouverte publiée sur son site web le 31 octobre 2022 à l'occasion des vingt-cinq ans du jeu, Cyan Worlds, Inc. annonce l’arrivée prochaine d'une version remasterisée de Riven à partir des travaux menés par The Starry Expanse Project.

## Nouvelle version
Cyan a annoncé son intention de sortir une nouvelle version de Riven à l'occasion du vingt-cinquième anniversaire du jeu, le 31 octobre 2022. Comme la nouvelle version 3D de Myst, cette version de Riven propose des environnements 3D entièrement explorables. Cyan a tenté d'utiliser les modèles originaux de Riven mais l’équipe s'est rendu compte qu'ils étaient en trop basse résolution et a préféré recréer le monde avec Unreal Engine.
Un an avant l'annonce du jeu, Cyan a contacté le projet The Starry Expanse, une initiative de fans visant à recréer Riven, et a conclu un accord pour travailler avec les membres de cette équipe afin d'utiliser leurs efforts dans la nouvelle version de Riven,. Les quelques cas où les personnages étaient montrés dans une vidéo du jeu original ont été refaits en utilisant des personnages générés par ordinateur couplés à la capture de mouvements, car la qualité de la vidéo originale était médiocre et n'incluait pas de plans plein écran des personnages. Alors que Miller a repris la voix d'Atrus sur une nouvelle piste audio, le jeu utilise la performance audio originale de Keston, qui est mort en 2022, en utilisant un acteur pour recréer ses maniérismes pour Gehn. Le jeu a été publié le 25 juin 2024,.